# Перша кінна (фільм, 1941)
«Перша кінна» (інша назва — «Прорив Польського фронту в 1920 році») — радянський художній фільм 1941 року за однойменною п'єсою Всеволода Вишневського. Фільм на екрани не вийшов.

## Сюжет
Історично-революційний фільм, дія якого відбувається в 1920 році на Польському фронті. Фільм відтворює становлення і бойовий шлях легендарного з'єднання — 1-ї Кінної армії червоних. З ідеологічних причин картина не вийшла на екрани країни (негативно оцінили фільм полководці К. Є. Ворошилов, С. М. Будьонний, Ю. О. Щаденко, С. К. Тимошенко і Г. І. Кулик).

## У ролях
- Семен Гольдштаб —  І. В. Сталін
- Микола Боголюбов —  К. Є. Ворошилов
- Олександр Хвиля —  С. М. Будьонний
- Володимир Кабатченко —  С. К. Тимошенко
- П. Новик —  Й. Р. Апанасенко
- Яків Риков —  О. Я. Пархоменко
- Михайло Вікторов —  І. В. Тюленєв
- Михайло Брилкін —  Петро Таран
- Раїса Єсипова —  Кременецька
- Михайло Яншин —  комендант станції
- Євген Калужський —  Юзеф Пілсудський
- Олексій Грибов —  отаман Коцура
- Георгій Сочевко —  козак Василь Деньга
- Зула Нахашкієв — Ока Іванович Городовиков
- Віктор Лазарев — епізод
- Володимир Бєлокуров — ув'язнений
- Іван Переверзєв — ув'язнений
- Григорій Кириллов — командарм
- Петро Соболевський — Тимошенко, начштабу дивізії
- Всеволод Санаєв — Кулик, начальник артилерії армії
- Данило Ільченко — селянин
- Михайло Сидоркин — Сєвєр, бандит
- Аполлон Ячницький — польський диверсант
- Серафим Козьминський — М. І. Калінін
- Михайло Воробйов — Єгорочкін, вістовий Ворошилова
- Євген Зосімов — бандит
- Георгій Бобинін — епізод
- Олександр Фролов — телеграфіст в вагоні Сталіна
- Олексій Миронов — Чумаков
- Олена Ануфрієва — баба
- Віктор Бубнов — боєць
- Олександр Громов — бандит
- Іван Юдін — бандит
- Леонід Пирогов — польський офіцер

## Знімальна група
- Автор сценарію: Всеволод Вишневський
- Режисери: Юхим Дзиган і Георгій Березко
- Асистенти режисери: К. Еггерс, В. Кишмишев, П. Серьогін
- Помічники режисера: Ф. Зільберт, А. Паршин
- Оператори: Євген Андриканіс, Валентин Захаров, Галина Пишкова
- Художник: В. Пантелєєв
- Художник-гример: А. Єрмолов
- Монтажер: Євгенія Абдіркіна
- Композитори: Микола Крюков, Гавриїл Попов
- Автор текстів пісень: Георгій Березко
- Звукооператори: Ольга Упейник, І. Євтєєв-Вольський, Сергій Мінервін
- Консультант з військових питань: С. Кіпперман
- Директора картини: Віктор Біязі, В. Гутін
- Художній керівник: Сергій Ейзенштейн